# Big Vern
Big Vern byla hudební skupina. Jejími členy byli zpěvák a kytarista Mark Vernon (později manažer zpěvačky PJ Harvey), baskytarista Olly Oliver a bubeník Rob Ellis (později rovněž spolupracovník PJ Harvey). Své jediné studiové album nazvané Lullabies for Lager Louts vydala v roce 1989. Na albu se výrazně podílel velšský hudebník a skladatel John Cale, byl jeho producentem, byl spoluautorem několika písní, v různých hrál na klavír, klávesy a zpíval doprovodné vokály. Vedle členů kapely a Johna Calea se na nahrávce podíleli například David Rhodes, Glenn Tommey, Chris Baylis, Tony Roberts a Bob Loveday. Deska vznikala ve studiu Real World Studios vlastněném hudebníkem Peterem Gabrielem.